# Turatia
Turatia is een geslacht van vlinders van de familie dominomotten (Autostichidae), uit de onderfamilie Holcopogoninae.

## Soorten
- T. arenacella Gozmány, 2000
- T. argillacea Gozmány, 2000
- T. foeldvarii Gozmany, 1959
- T. iranica Gozmány, 2000
- T. morettii (Turati, 1926)
- T. namibiella Derra, 2011
- T. psameticella (Rebel, 1914)
- T. psammella (Amsel, 1933)
- T. scioneura (Meyrick, 1929)
- T. serratina (Gozmany, 1967)
- T. striatula Gozmány, 2000
- T. turpicula Gozmány, 2000
- T. yemenensis Derra, 2008